# 이실리
이실리(Isili)는 사르데냐어로 Ìsili라고 불리며, 이탈리아 사르데냐 남부의 수드사르데냐도에 있는 코무네 (지방 자치체)로, 칼리아리에서 북쪽으로 약 60 킬로미터 (37 mi) 떨어진 사르치다노 전통 지역에 위치한다.
이실리는 다음 지방 자치체와 접한다: 게르게이, 게스투리, 라코니, 누라구스, 누랄라오, 누리, 세리, 빌라노바 툴로.

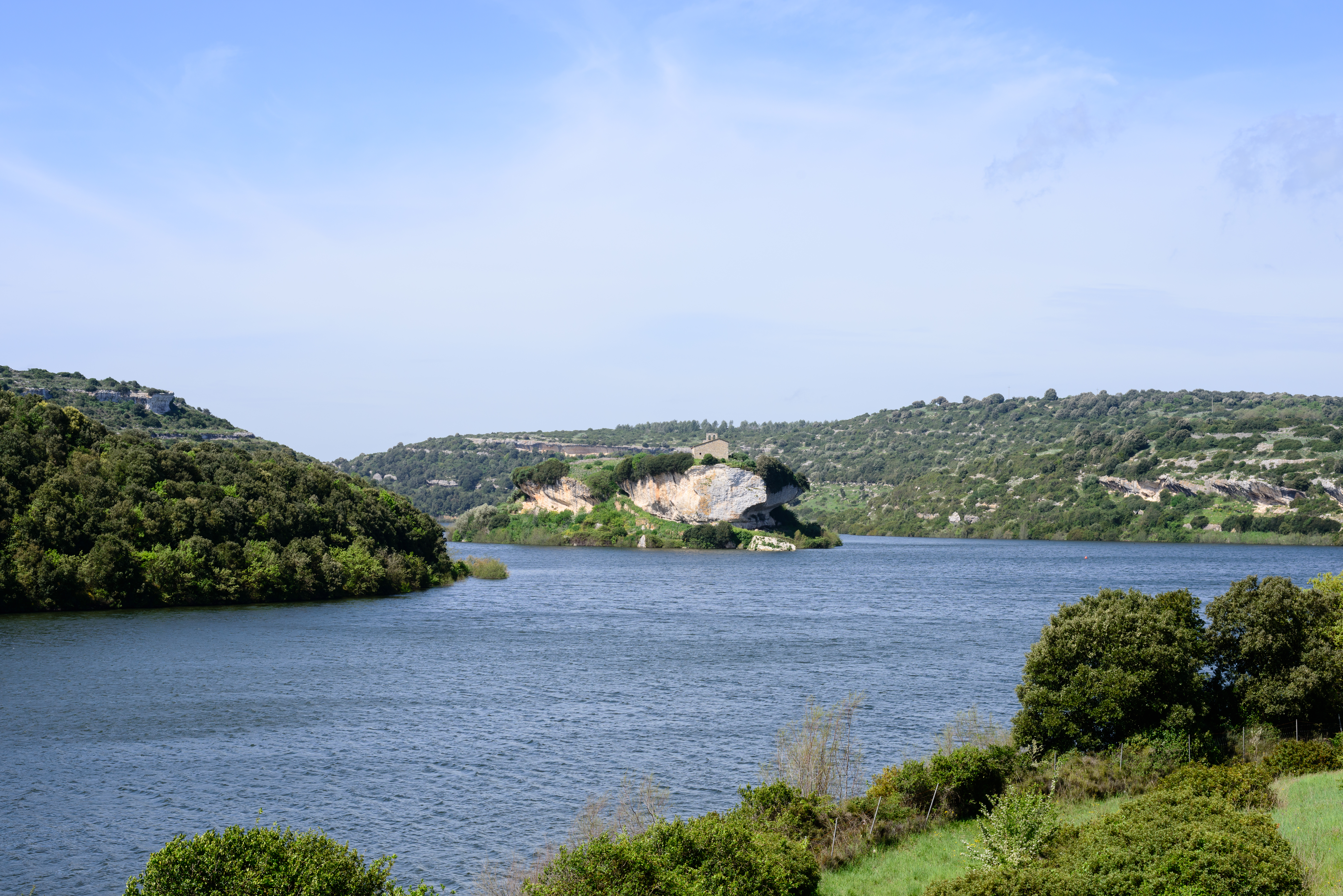
바로쿠스 호수

## 주요 명소
- 누라게 이스 파라스